# アンビエントサイケ
アンビエントサイケ（ambient psy、ambient psychedelic）はダウンテンポであるアンビエントミュージックから派生した音楽のジャンル名。
空間の広がりを感じさせたり、宗教的、民族的、ドラッグ体験のようなサイケデリックな音を取り入れたアンビエントミュージック。
また、サイビエント(Psybient)、アンビエントゴア(ambient goa)やサイケチルアウト(psy chillout)とも呼ばれる。
有名なアーティストはshpongleやcosmosis、Shulman等。